# Холтер, Ивер
Ивер Пауль Фредрик Холтер (норв. Iver Paul Fredrik Holter, в старых русских источниках Гольтер; 13 декабря 1850, Гёусдал — 27 января 1941, Осло) — норвежский композитор и дирижёр.
Родился в семье священника Каспара Георга Холтера (1812—1880), внук Ивера Андреаса Гюнтера Холтера (1781—1860), юриста и депутата Учредительного собрания Норвегии.
С десяти лет жил с семьёй в окрестностях Шиена и учился игре на скрипке у Фридриха Рояна. С 1869 года изучал медицину, одновременно играя в студенческом оркестре и в любительских камерных ансамблях. В 1876 году сделал окончательный выбор в пользу музыки и по совету Юхана Свенсена отправился учиться в Лейпцигскую консерваторию под руководством Саломона Ядассона, Э. Ф. Э. Рихтера и Карла Райнеке, затем в 1879—1881 гг. продолжил обучение в Берлине.
Вернувшись в Норвегию, сменил Эдварда Грига на посту главного дирижёра оркестра Музыкального общества «Гармония» в Бергене (1882—1886). Затем вернулся в Христианию (Осло) и в 1886—1911 гг. возглавлял оркестр Музыкального общества Христиании (норв. Christiania Musikerforening), в 1889 году добился его перехода на муниципальное финансирование. Под руководством Холтера оркестр впервые в Норвегии исполнил ряд произведений Франца Шуберта, Ференца Листа, Иоганнеса Брамса, Петра Чайковского, Рихарда Вагнера, Антона Брукнера и других, а также ораторию Георга Фридриха Генделя «Мессия». Одновременно Холтер руководил различными хоровыми коллективами, из которых наибольшее значение имел Хор Холтера (норв. Holters Korforening; 1897—1920), каждый год под его руководством исполнявший «Страсти по Матфею» Иоганна Себастьяна Баха; в 1920 году Холтер передал руководство коллективом своему ученику Эйвинну Альнесу. В 1900—1906 гг. был главным редактором журнала Nordisk musikrevue (с норв. — «Северное музыкальное обозрение»). Тем не менее, попытки Холтера возглавить оперный театр не увенчались успехом: оба крупных театра в Христиании предпочли ему других дирижёров (Пера Винге и Юхана Халворсена).
Композиторский стиль Холтера сложился в Лейпциге под влиянием музыки Феликса Мендельсона. Ему принадлежит симфония (начатая ещё в Лейпциге и впервые исполненная в 1882 году), скрипичный концерт, ряд камерных ансамблей, музыка к пьесе Гёте «Гётц фон Берлихинген». Написал также серию кантат по случаю тех или иных крупных событий, наиболее заметна «Кантата Олафа» (норв. Olavskantate; 1930) в честь тысячелетнего юбилея гибели короля Олафа Святого.